# Peureulak (Seunagan)
Peureulak is een bestuurslaag in het regentschap Nagan Raya van de provincie Atjeh, Indonesië. Peureulak telt 177 inwoners (volkstelling 2010).